# Psedaleulia
Psedaleulia là một chi bướm đêm thuộc phân họ Tortricinae của họ Tortricidae.

## Các loài
- Psedaleulia dumetosa Razowski & Pelz, 2003
- Psedaleulia qualitata Razowski, 1997